# 이희재 (만화가)
이희재(李喜宰, 1952년 11월 16일 ~ )는 대한민국의 만화가이다. 언젠가부터 은퇴하였다.

## 경력
- 우리만화발전을 위한 연대모임(우만연, 현 우리만화연대) 회장 역임[1]
- (현) 한국만화영상진흥원 이사장[2]

## 작품
- 《명인》 (1981년, 데뷔작)
- 《억새》 (1981년)
- 《눈동자》 (1981년)
- 《악동이》 (1983년, 《보물섬》 연재, 《소년중앙》 연재
- 《현상금을 따먹는 사나이》 1986년, 《만화광장》 연재
- 《간판스타》 (1987년)
- 《성질수난》 (1988년)
- 《새벽길》 (1988년)
- 《악동이》 (1988년)
- 《나의 라임 오렌지 나무》 (1988년)
- 《한국의 역사》 (1990년)
- 《저 하늘에도 슬픔이》 (1992년, 이윤복 원작)
- 《쇠뿔이》 (1992년, 백기완 원작)
- 《세상수첩》 (1993년~1994년, 《문화일보》 연재)
- 《나 어릴 적에》 (2000년, 이문열 원작)
- 《삼국지》 (2001년, 이문열 원작)

## 수상
- 2000년 : 한국만화대상
- 1989년 : 《악동이》 - YWCA 어린이 우수만화상